# LAN-party

Een grote LAN-party

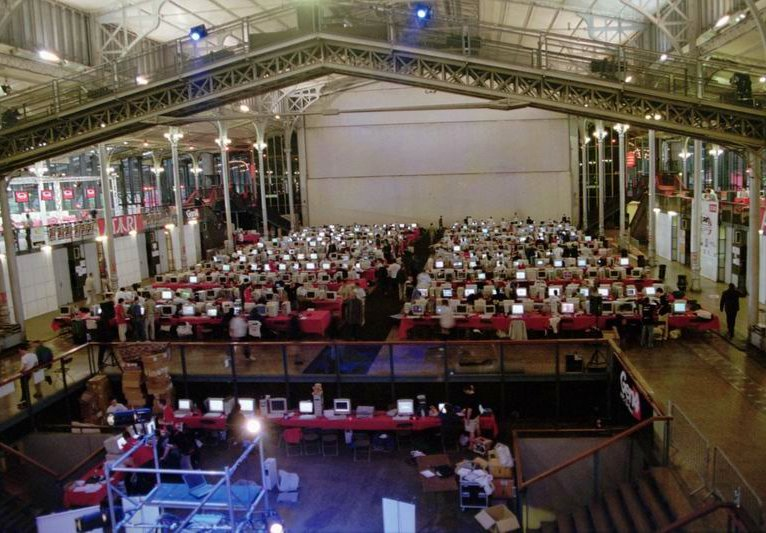
Een LAN-party

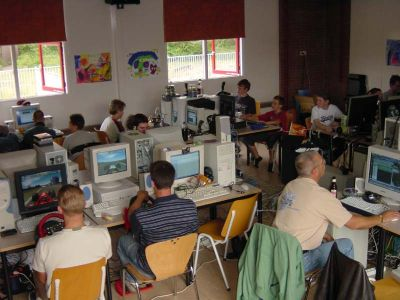
Een kleine LAN-party (ongeveer 20 deelnemers)

Een LAN-party is een bijeenkomst van computerliefhebbers die in hun vrije tijd hun computers op een Local Area Network (LAN) aansluiten, dat de computers met elkaar verbindt. Iedere bezoeker van de LAN-party neemt zijn eigen computer met monitor of een laptop en andere toebehoren mee; ook een netwerkkabel om de computer op het netwerk aan te sluiten hoort bij de basisuitrusting. LAN-party's duren vaak een weekend lang, maar ook kortere en langere bestaan. LAN-party's zijn ontstaan in de jaren negentig, toen netwerkapparatuur betaalbaar werd voor consumenten.

## Activiteiten
De belangrijkste activiteit op een LAN-party is het spelen van computerspellen met twee of meer personen, dit is mogelijk door het netwerk dat de computers verbindt. Soms gebeurt dit in georganiseerde vorm, zoals een competitie waarbij prijzen te winnen zijn. Bij de grote LAN-party's is de competitie het belangrijkst. Op LAN-party's komen sommige bezoekers niet alleen om te 'gamen' maar ook uitwisselen van ideeën over uiteraard de computer. Liefhebbers van Casemodden verzamelen zich ook vaak op LAN-party's. Vooral bij outdoor LAN-party's zoals CampZone en Megabit, waarbij het computeren wordt gecombineerd met kamperen, is het sociale aspect vaak belangrijk en komen veel bezoekers meer voor de gezelligheid dan voor het spel.

## Technische aspecten
Een LAN-party wordt veelal door vrijwilligers georganiseerd, deze vrijwilligers zijn dan zelf ook liefhebber van en deelnemer aan de LAN-party. Een aantal diensten en producten wordt soms door derden verzorgd, zoals beveiligingspersoneel, specifieke netwerkapparatuur en eventueel de huur van een geschikte locatie. Veel populaire LAN-party's worden zonder winstoogmerk georganiseerd.
Een LAN-party wordt als volgt opgebouwd: afhankelijk van het aantal bezoekers wordt gekozen tussen twee verschillende mogelijkheden. In het geval van kleinere LAN-party's wordt vaak gekozen om een of meer switches op te stellen waar de computers met behulp van UTP-kabels op worden aangesloten. Als meerdere switches nodig zijn worden ze door middel van glasvezel of UTP met elkaar verbonden, waardoor ze met elkaar kunnen communiceren. Voor grotere LAN-party's wordt vaak gekozen voor een heel andere opstelling, er wordt een centraal punt in het netwerk gecreëerd door het plaatsen van een of meer krachtige 'core'-switches, ook wel de backbone genoemd, waarop secundaire switchen met glasvezel of UTP worden aangesloten om zo één groot netwerk te creëren.
Om de netwerken op LAN-party's draaiende te houden en bruikbaar te maken moeten de bezoekers vaak een door de organisatie vastgesteld IP-adres en bijhorend subdomain en een DNS-adres instellen. De instellingen worden in de meeste gevallen door de organisatie aan de deelnemers verstrekt.
Alle computers en andere elektrische apparatuur op een LAN-party verbruiken samen vanzelfsprekend een flinke hoeveelheid stroom. Voor een LAN-party van 1000 deelnemers moet gerekend worden op een schijnbaar vermogen van gemiddeld 200 KVA. Stroomuitval is een veelvoorkomend probleem op LAN-party's. Met name goedkope schakelende voedingen kunnen storingen geven op het net. Problemen met elektriciteit kunnen voorkomen worden door niet te veel stekkerdozen parallel te schakelen op één wandcontactdoos. Deze stekkerdozen hebben liefst geen aan/uit-schakelaar om ongewild uitgeschakelen en daarmee lokale uitval te voorkomen. 
LAN-party's worden meestal binnen gehouden, maar ook in de open lucht, meestal in tenten. Bij LAN-party's in de open lucht worden aggregaten gebruikt om de elektriciteit op te wekken, omdat deze vaak plaatsvinden op velden waar geen aansluitingen zijn op het elektriciteitsnet. Ook hierbij wordt gezorgd dat er niet te veel deelnemers tegelijk op hetzelfde aggregaat worden aangesloten om te voorkomen dat één of meer van deze aggregaten uitvallen.

## Nederlandse LAN-party's
In Nederland is het alleen LAN-partyorganisaties Drome, Netgamez, GameParty, LAN = LIFE en Regroup vroeger gelukt meer dan 1000 deelnemers bijeen te brengen. Netgamez was ooit de grootste met meerdere edities boven de 2500 deelnemers. Drome 2014 werd bij gebrek aan deelnemers afgelast.Bijna al deze LAN-partyorganisaties zijn gestopt, GameParty bestaat nog wel, maar is opgesplitst in 2009. Daarna waren er in Nederland alleen The-Party, CampZone en The Reality over met meer dan 1000 deelnemers, echter zijn Campzone en The-Party na de COVID-19 pandemie niet meer van de grond gekomen. The Reality heeft nog wel edities, maar met een lager bezoekersaantal.  
In de beginjaren kwamen op een LAN-party's veel hobbycomputeraars af. Dat is niet meer zo. De grote en middelgrote LAN-party's zijn vooral een toernooi geworden met een grote opkomst van de competitiespelers. Op grote LAN-party's is er een totaal prijzengeld boven de 20.000 euro.
Kleinere LAN-party's in buurthuizen of gymzalen zijn er bijna ieder weekend in Nederland en trekken meestal tot 50 deelnemers per keer.

## Uitwisseling bestanden
Op LAN-party's is het (in Nederland en België) niet toegestaan bestanden zoals software, muziek en films aan te bieden of uit te wisselen. Hoewel niet toegestaan werd, zeker in het begin, op LAN-party's in Nederland het lokale netwerk gebruikt voor zulke uitwisseling. Door betere alternatieven op het internet is downloaden op een LAN-party's niet meer gebruikelijk. In Nederland zijn organisators van LAN-party's hierop nooit aangesproken of gecontroleerd.

### Situatie in België
In België worden wel controles gedaan en is de organisatie aansprakelijk. Wanneer ontdekt wordt dat er illegale inhoud gedeeld wordt, wordt een aanklacht bij de politie ingediend, die de betrokken pc's in beslag nemen. Ook daar is gamen tegenwoordig de hoofdreden om naar een LAN-party te gaan en is bestandsdeling op LAN-party's afwezig.

## Bekende LAN-party's
Bekende LAN-party's met een artikel op de Nederlandstalige Wikipedia zijn:
- CampZone, Veghel, Nederland
- Drome, Hollum (Ameland), Nederland
- FatLAN, Lommel, België
- Ordened Computer Chaos (OCC), Temse, België